# Vangelis Meimarakis
Evangelos-Vasileios «Vangelis» Meimarakis (græsk:Ευάγγελος-Βασίλειος "Βαγγέλης" Μεϊμαράκης, udtales: [eˌvaɲɟelos vaˌsilios vaɲˌɟelis meimaˈracis]; født 14. december 1953) er en græsk jurist og politiker (Nyt demokrati). Han har siden 5. juli 2015 været valgt til leder for sit parti.
Meimarakis var præsident i Grækenlands parlament fra 2012 til 2014 og forsvarsminister fra 2006 til 2009. Han har været medlem af parlamentet siden 1989.